# Formální vzdělávání
Formální vzdělávání je učení, které poskytuje vyškolený učitel záměrně systematickou formou ve školách (v Česku je to základní škola, střední škola, vyšší odborná škola a vysoká škola) a tudíž je vymezeno právními předpisy. Má tedy svůj vlastní řád, který přesně stanovuje, co se má učit a jaké znalosti by student měl získat. U formálního vzdělávání je tedy zisk nových vědomostí a dovedností hlavním cílem (viz klíčové kompetence). Po splnění určitého stupně formálního vzdělávání žák nebo student získá osvědčení, které potvrzuje jeho schopnosti na dané úrovni (vysvědčení, výuční list, maturitní vysvědčení, diplom).
Formální vzdělávání je jeden ze tří druhů vzdělávání, jak je definuje OECD. Dalším druhem je neformální vzdělávání, které probíhá mimo instituční systém a je poskytováno nevycvičenými aktéry bez formálního kurikula (například sportovní instruktor). Třetí formou je pak informální učení, které na rozdíl od předchozích dvou není systematické, často bývá součástí jiné aktivity nebo je nezáměrné, či bezděčné.

## Stupně formálního vzdělávání
Jednotlivé stupně formálního vzdělávání na sebe navzájem navazují a při přesunu na vyšší stupeň je potřeba dokončit předchozí vzdělání (např. je tedy potřeba ukončit základní vzdělání, aby člověk mohl nastoupit na střední školu). V České republice existuje několik institucí, které zabezpečují různé stupně formálního vzdělání.
- primární vzdělávání
  - základní škola – základní vzdělání (nejnižší)
- sekundární vzdělávání
  - střední škola – střední vzdělání, střední vzdělání s výučním listem, střední vzdělání s maturitní zkouškou
  - konzervatoř
- terciární vzdělávání
  - vyšší odborná škola – vyšší odborné vzdělání
  - vysoká škola – vysokoškolské vzdělání (nejvyšší)